# Севастополь (вино)
«Севасто́поль» — марочное белое крепкое вино (типа белого портвейна). Единственный производитель — «Инкерманский завод марочных вин» в Крыму.

## Основные характеристики
Для выработки вина применяют виноград: Кокур белый, Совиньон, Рислинг, Ркацители. Данные сорта винограда произрастают на территориях винодельческих хозяйств «Инкерманского завода марочных вин», находящихся в юго-западной части полуострова Крым.
Вино имеет янтарно-золотистый цвет. Вкус вина содержит характерные особенности выдержки и отличается мягкостью. Букет с нотками калённого ореха, айвы и дыни. Характеристики вина: спирт — 16,5 %, сахар — 95 г/дм3. «Севастополь» — является вином длительной выдержки. Его выдерживают в дубовой таре — 5 лет.

## Награды
Вино вошло в коллекцию Porto, среди лучших вин «Инкерманского завода марочных вин», имеющих срок выдержки свыше 3-х лет. Данное вино стало лучшим вином 2009 года на Международном дегустационном конкурсе вин и спиртных напитков «Grand Collections-2009» в Москве, получив золотую медаль.
На международных конкурсах вино удостоено наград: Кубка Гран-При, 7-ми золотых и 2 серебряных медалей.